# Landschaft nach der Schlacht
Landschaft nach der Schlacht ist ein polnischer Spielfilm von Andrzej Wajda aus dem Jahre 1970. Der Film entstand nach Motiven aus den Konzentrationslager-Erzählungen von Tadeusz Borowski.

## Handlung
Der Film spielt in einem Konzentrationslager in Deutschland, das kurz zuvor durch die Amerikaner befreit wurde. Das Lager wird jetzt als DP-Lager von den Amerikanern geführt. Die Insassen leiden nicht mehr unter dem Terror der Nazis und unter der unmenschlichen Zwangsarbeit. Dennoch sind sie weiterhin Insassen eines Lagers und orientierungslos. Die Suche nach Essbarem und neuen Kleidern beschäftigt sie. Einer dieser Orientierungslosen ist der junge polnische Dichter Tadeusz. Er ist irritiert von seinen Landsleuten, die gerade die schrecklichsten Dinge überlebt haben, aber schon wieder einen politischen, patriotischen Streit vom Zaun brechen. Das Einzige, was sie miteinander verbindet, ist der ständige Hunger und der Wunsch, sich satt zu essen. Sensiblen Intellektuellen wie Tadeusz ist das primitive Verhalten seiner Landsleute jedoch ein Gräuel.
Unter den Befreiten ist auch das hübsche jüdische Mädchen Nina. Auch sie ist Polin, muss aber schnell erkennen, dass die Religion sie genauso von ihren Landsleuten trennt wie zuvor. Die polnischen Männer des Lagers empfindet sie als abstoßend. Einzig Tadeusz scheint anders zu sein, und so entwickelt sich in dieser absurden Niemandslandsituation eine zärtliche Liebesgeschichte. Tadeusz tut sich jedoch schwer damit, unter diesen Umständen eine normale Beziehung zu beginnen. Nina möchte mit ihm in den Westen fliehen, da sie in einem zukünftigen Polen keine Zukunft für sich sieht. Tadeusz ist jedoch zu keiner Entscheidung fähig, da er nach dem Überleben noch kein Rezept für ein Alltagsleben im Frieden gefunden hat. Tadeusz zögert mit seiner Entscheidung, und der Tod entscheidet wieder einmal für sein weiteres Leben. Nina wird versehentlich durch einen amerikanischen Wachposten erschossen.
Die polnischen Patrioten im Lager veranstalten eine Jahrestagsfeier zum Gedenken an die Schlacht bei Grunwald. Tadeusz entscheidet sich schließlich, nach Polen zurückzukehren.

## Musik
Wajda benutzte neben der Originalmusik von Konieczny, der auch ein Lied zu Gedichten von Krzysztof Kamil Baczyński beisteuerte, klassische Musik zur Untermalung seiner apokalyptischen Bilder: Die vier Jahreszeiten von Antonio Vivaldi und die Polonaise As-Dur von Frédéric Chopin.

## Kritiken
„Wajdas Film betreibt selbstkritische polnische Vergangenheitsbewältigung mit bitteren und ironischen Schlaglichtern auf die nationale Mentalität und die Schwächen der menschlichen Natur. Eine durchgehend überzeugende, eindringliche Schilderung der KZ-Haft und der dadurch bedingten psychischen Verheerungen durch die Erfahrung menschlicher Bosheit, durch Hunger und Todesangst. Im Mittelpunkt steht ein Literat, der sich nur in Zynismus zu retten vermag, zuletzt aber doch das Risiko einer ungesicherten Freiheit auf sich nimmt.“

## Auszeichnungen
Der Film Landschaft nach der Schlacht wurde zum Wettbewerb der Filmfestspiele von Cannes 1970 eingeladen. Er erhielt jedoch hier keine Auszeichnung. In Polen wurde er von der Filmzeitschrift film 1971 zum besten Film des Jahres 1970 gewählt.